# Медард Нуайонський
Медард Нуайонський (фр. Médard de Noyon) — католицький і православний святий, єпископ Нуайону, святитель.

## Життєпис
Святий Медард народився близько 470 року (за іншими даними — близько 456 року) в Салансі поблизу Нуайона. Його батько, Нектарій (фр. Nectard, Nectaire), походив із франків; мати, Протагія (фр. Protagie), — з галло-римлян. Вона була християнкою і навернула чоловіка в християнську віру.
Згідно з пізньою легендою, братом-близнюком Медарда був святий Гільдард, єпископ руанський. Про це йдеться, зокрема, у Житії святого Медарда, складеному Псевдо-Фортунатом. Згодом інформація про спорідненість святих перейшла в пізнішу житійну літературу, а також у проповіді, гімни, мартирологи та знамениту «Золоту легенду».
З юних років Медард вирізнявся благочестям. За переказами, одного разу він віддав одяг сліпому; іншого разу він подарував мандрівникові коня, який належав його батькові. Жителі села нерідко зверталися до нього за порадою.
Спочатку він відвідував сільську школу; потім продовжив навчання у Вермандуа та Турне. У Вермандуа його помітив місцевий єпископ; після його смерті в 530 році Медард зайняв його місце. Висвячення звершив святий Ремігій Реймський. 531 року Медард переселився до Нуайона і зробив його центром єпархії. Згодом Медард став також єпископом Турне. У Турне він висвятив у черниці-дияконеси королеву франків Радегунду.
Святий Медард помер 8 червня 560 (за іншими джерелами — близько 558). Король франків Хлотар I не дозволив поховати його ні в Нуайоні, ні в Турне: він власноруч забрав тіло і відніс його до своєї столиці — Суассона. 557 року на місці його могили збудовано абатство (нині не існує) .

## Пам'ять

Святий Медард на гербі Люденшайда

Святий Медард — один із найшанованіших французьких єпископів. Його пам'ять відзначають 8(21) червня.
У Франції на честь святого Медарда названо 58 населених пунктів. Ім'я святого Медарда носить церква у Латинському кварталі Парижа. Однойменні церкви також існують у багатьох інших містах Франції.
Святого також шанують у Німеччині, де в різних містах зберігають частинки його мощей. Святого Медарда вважають офіційним покровителем міста Люденшайд у землі Північний Рейн-Вестфалія, на гербі якого його зображено.
В Англії, в Лінкольнширі, є храм, присвячений обом святим братам — Медарду та Гільдарду. Це єдина церква у Великій Британії, яка носить їх ім'я .
Медарда також вважають покровителем селян, виноробів, пивоварів та ув'язнених. Йому приписують захист від негоди, зубного болю та психічних захворювань. У Німеччині існує безліч селянських прикмет, пов'язаних з ім'ям святого Медарда. У Франції Медарда прозвано "дощовим святим" (фр. Saint-pluvieux): вважається, що якщо 8 червня йтиме дощ, то він йтиме ще 40 днів.
У мистецтві святого Медарда зазвичай зображують з орлом над головою: за легендою, одного разу цей птах захистив його своїми крилами від дощу. Існує також традиція зображати його усміхненим, зі серцем у лівій руці.